# Mercure (timbre)
Pour les articles homonymes, voir Mercure.
Le type Mercure est un timbre d'usage courant utilisé en France et qui représente Mercure, dieu du commerce dans la mythologie romaine.
Il est mis en service en 1938, repris sous le régime de Vichy ; il est temporairement réimprimé à la Libération.

## Histoire
En 1938, pour se conformer aux changements de tarif de l'année précédente et pour remplacer le type Paix dont le dessin n'a pas convaincu, il est décidé que de nouveaux types réalisés en typographie seront mis en circulation : une nouvelle version de Cérès pour les fortes valeurs, le type Iris pour les valeurs médianes et un autre type inspiré de la mythologie pour les plus faibles valeurs ; ce dernier est gravé à l'effigie de Mercure, le dieu du commerce. Les très fortes valeurs faciales sont, pour leur part, réservées à des timbres gravés en taille-douce.
Les timbres sont imprimés avec la légende « RÉPUBLIQUE FRANÇAISE » de 1938 à 1942, époque où ils sont retirés de la vente au profit du même type avec la légende « POSTES FRANÇAISES » et dans de nouvelles valeurs, à l'initiative du régime de Vichy,.
En novembre 1944, pour parer à une éventuelle pénurie, les timbres au type Mercure de la série précédente, avec la légende « POSTES FRANÇAISES », reçoivent en surcharge noire les lettres « RF » (République française). Cette surcharge est apposée dans le coin supérieur gauche du timbre, se superposant à l'ancienne légende ; le travail est réalisé dans l'atelier du timbre sur les stocks qu'il possède. Ces timbres provisoires circulent quelques mois avant d'être remplacés par de nouveaux types, notamment la Marianne de Gandon.

## Description
Dessinés et gravés par Georges Hourriez, les timbres sont imprimés en typographie rotative par feuilles de cent. Mesurant 20 × 24 mm, ils sont dentelés 14 x 13½.
La tête de Mercure y est figurée de face. Le dieu est pourvu de deux attributs distinctifs, la pétase ailée et le caducée brandi à hauteur du visage.

### Légende «République française»
| Valeur faciale | Couleur      | Émission   | Retrait    | Tirage      |
| -------------- | ------------ | ---------- | ---------- | ----------- |
| 5 c            | rose         | 30/10/1938 | 07/02/1942 | 216 000 000 |
| 10 c           | bleu         | 17/10/1938 | 07/02/1942 | 450 000 000 |
| 15 c           | orange       | 08/12/1938 | 01/06/1939 | 118 000 000 |
| 20 c           | lilas        | 17/10/1938 | 02/03/1942 | 200 000 000 |
| 25 c           | vert         | 01/11/1938 | 15/05/1941 | 240 000 000 |
| 1 c            | olive        | 15/05/1939 | 07/02/1942 | 41 415 000  |
| 2 c            | vert foncé   | 09/03/1939 | 07/02/1942 | 50 930 000  |
| 15 c           | brun         | 03/04/1939 | 18/02/1941 | 61 320 000  |
| 30 c           | rouge        | 22/02/1939 | 23/10/1943 |             |
| 40 c           | violet       | 17/02/1939 | 23/10/1943 | 398 817 984 |
| 45 c           | vert-jaune   | 17/01/1939 | 15/05/1941 | 56 544 000  |
| 50 c           | bleu foncé   | 24/06/1939 | 15/05/1941 | 92 670 000  |
| 60 c           | rouge-orange | 14/03/1939 | 16/04/1942 | 65 570 000  |
| 70 c           | lilas-rose   | 17/01/1939 | 02/13/1942 |             |
| 75 c           | brun-rouge   | 14/08/1939 | 02/03/1942 | 88 000 000  |
| 50 c           | vert         | 25/01/1941 | 02/03/1942 | 65 095 000  |
| 50 c sur 75 c  | brun-rouge   | 15/04/1941 | 22/09/1941 | 12 800 000  |
| 50 c           | turquoise    | 07/02/1942 | 25/05/1943 | 125 717 000 |

Les 20 (lilas), 30 (rouge), 40 (violet), 50 (turquoise) et 60 c (rouge-orange) existent en timbres préoblitérés.

### Légende «Postes françaises»
| Valeur faciale | Couleur   | Émission   | Retrait    | Tirage      |
| -------------- | --------- | ---------- | ---------- | ----------- |
| 10 c           | outremer  | 01/12/1942 | 25/05/1943 | 225 976 992 |
| 30 c           | rouge     | 15/12/1942 | 12/05/1943 | 54 805 000  |
| 40 c           | violet    | 15/12/1942 | 12/05/1943 | 77 365 000  |
| 50 c           | turquoise | 06/08/1942 | 12/05/1943 | 504 392 992 |

Le 40 c (violet) existe en timbre préoblitéré.

### Timbres de la Libération
| Valeur faciale | Couleur   | Émission   | Retrait    | Tirage     |
| -------------- | --------- | ---------- | ---------- | ---------- |
| 10 c           | outremer  | 27/11/1944 | 12/05/1945 | 29 700     |
| 30 c           | rouge     | 27/11/1944 | 12/05/1945 | 36 000 000 |
| 40 c           | violet    | 27/11/1944 | 12/05/1945 | 13 600 000 |
| 50 c           | turquoise | 27/11/1944 | 12/05/1945 | 4 390 000  |

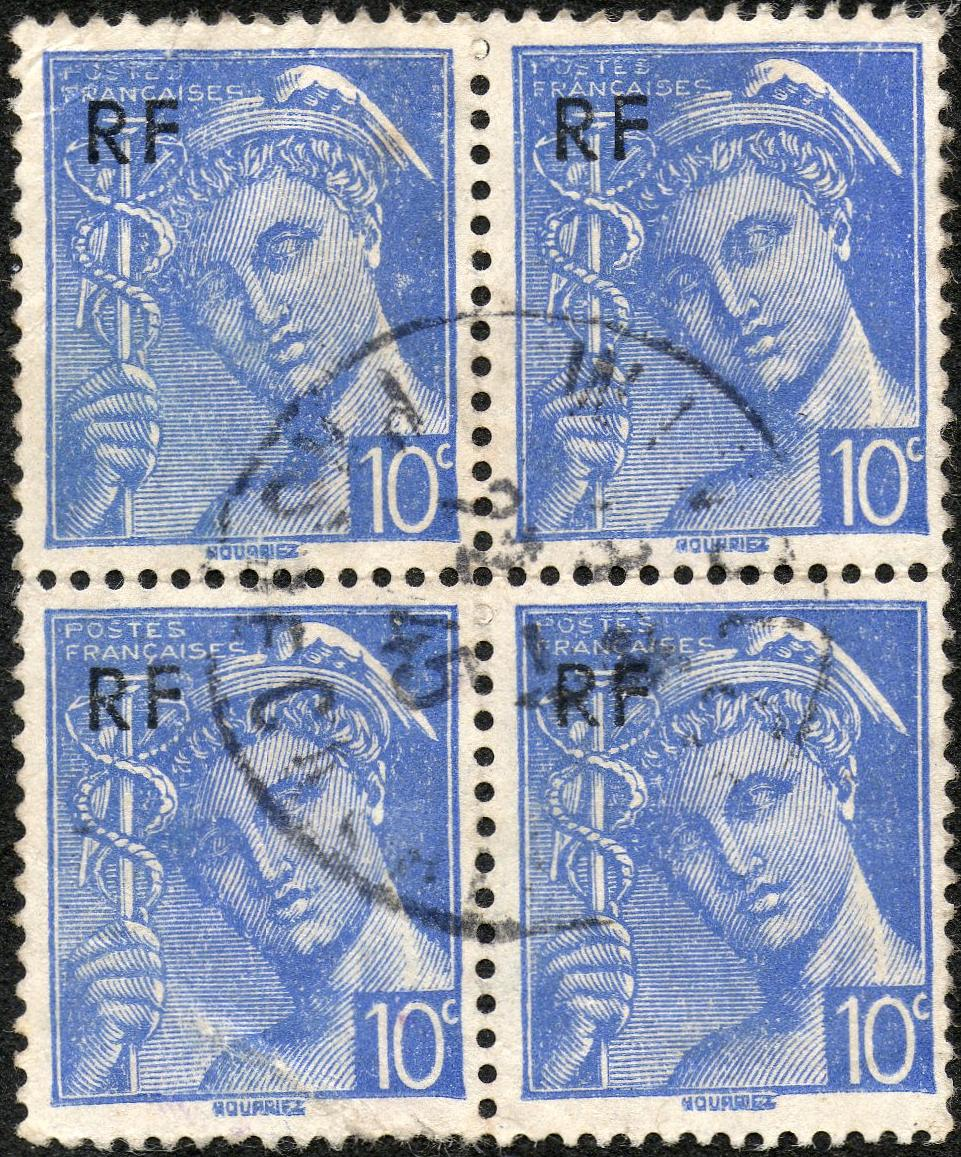
Type Mercure avec surcharge RF.

Outre l'émission de l'atelier du timbre, plusieurs types de timbres dont le Mercure sont surchargés dans des villes de province à partir des stocks des bureaux de poste ; ce sont les « timbres de la Libération ». Sur les 132 surcharges recensées, seules quinze sont officiellement reconnues par l'administration des Postes. Elles affectent des aspects très variables, mais il s'agit le plus généralement des lettres « RF » (République française) qui barrent plus ou moins complètement le timbre.
À Lorient, ce sont les Allemands qui tiennent encore la poche de Lorient qui surchargent « FESTUNG LORIENT » (forteresse de Lorient) le timbre à 10 c (outremer) à la demande de philatélistes.

### «Faux de Londres»
Également appelés « faux de l'Intelligence Service », des timbres appartenant à plusieurs types dont deux au type Mercure (25 et 30 c) sont imprimés à Londres par Waterlow and Sons (en) avant 1942 mais ne sont qu'exceptionnellement connus sur lettre. En effet, ces timbres très  bien imités sont destinés à affranchir des courriers et des tracts de propagande diffusés en France et, par sécurité, très peu d'entre eux sont conservés par leurs destinataires.